# Барвінки
Барві́нки — село в Україні, у Чоповицькій селищній територіальній громаді Коростенського району Житомирської області. Кількість населення становить 735 осіб (2001). У 1939—2016 роках — адміністративний центр колишньої однойменної сільської ради.

## Загальна інформація
Розміщене на лівому березі річки Ірша, за 25 км від Малина та 8 км від залізничної станції Чоповичі.

## Населення
У 1941 році в селі налічувалося 816 жителів, у 1959 році — 983 особи, у 1970 році — 831 особа.
Станом на 1972 рік кількість населення становила 851 особу, дворів — 286, у 1980 році — 800 осіб.
Відповідно до результатів перепису населення СРСР, кількість населення, станом на 12 січня 1989 року, становила 866 осіб.
Станом на 5 грудня 2001 року, відповідно до перепису населення України, кількість мешканців села становила 735 осіб.

## Історія
Поселення утворилося на початку 20 століття з маленьких хуторів. У 1932 році відкрито початкову школу, у 1935 році її перетворено на семирічку. На облік взяте 1939 року. 9 вересня 1939 року увійшло до складу Барвінківської сільської ради Чоповицького району Житомирської області, адміністративний центр ради.
На фронтах Другої світової війни воювали 167 селян, 107 з них загинули, 60 осіб відзначено нагородами. На їх честь в селі встановлено пам'ятник.
В радянські часи в селі розміщувалася центральна садиба колгоспу, котрий обробляв 4,3 тис. га землі, в тому числі 3,1 га ріллі. В колгоспі вирощували зернові культури, льон, картоплю, розвивали м'ясо-молочне тваринництво. В селі були восьмирічна школа, будинок культури, бібліотека, медпункт.
У складі ради, 28 листопада 1957 року, передане до Малинського району, 30 грудня 1962 року — Коростенського та, 4 січня 1965 року, повернуте до складу Малинського району.
26 серпня 2016 року увійшло до складу Чоповицької селищної територіальної громади Малинського району Житомирської області. Від 19 липня 2020 року, разом з громадою, в складі новоствореного Коростенського району Житомирської області.

## Відомі люди
- Баранівський Василь Федорович (нар. 1945) — український науковець, академік Національної академії наук вищої освіти України, Заслужений працівник освіти України.
- Барановський Михайло Миколайович (нар. 1955) — український науковець, доктор сільськогосподарських наук.